# فهد الرشود
فهد الرشود (مواليد 4 مايو 1995) هو لاعب كرة قدم سعودي .
لعب سابقاً في نادي الرياض ووقع مع نادي المجزل مطلع عام 2018 و انتقل إلى نادي الكوكب في عام 2019 .